# Bètoumey
Bètoumey ist ein Ort und ein Arrondissement im Departement Couffo im westafrikanischen Staat Benin. Es ist eine Verwaltungseinheit, die der Gerichtsbarkeit der Kommune Djakotomey untersteht.

## Demografie und Verwaltung
Gemäß der Volkszählung 2013 des beninischen Statistikamtes INSAE hatte das Arrondissement 22.170 Einwohner, davon waren 10.212 männlich und 11.958 weiblich.
Von den 85 Dörfern und Quartieren der Kommune Djakotomey entfallen 13 auf Bètoumey:
1. Ablomey
2. Aïssanhoué
3. Aïvohoué
4. Betoumey-Centre
5. Bota
6. Dogohoué
7. Goméhouin
8. Holou-Loko
9. Houngbédjihoué
10. Kpatohoué
11. Tchanhoué
12. Titongon
13. Zohoudji